# Neobatrachus sutor
A Neobatrachus sutor a kétéltűek (Amphibia) osztályának békák (Anura) rendjébe, a mocsárjáróbéka-félék (Limnodynastidae) családjába, azon belül a Neobatrachus nembe tartozó faj. 

## Előfordulása
Ausztrália endemikus faja. Az ország Nyugat-Ausztrália szövetségi államának déli felén (kivéve Perth környékét és a déli parti sávot), Dél-Ausztrália északnyugati sarkában, és az Északi terület délnyugati részén honos. Elterjedési területének mérete nagyjából 1 107 900 km².

## Megjelenése
Közepes termetű békafaj, testhossza elérheti az 5 cm-t. Háta homokszínű, aranyos vagy bronzos árnyalatú, esetleg sötétbarna, sötétbarna pettyekkel vagy kisebb méretű foltokkal. Hasa fehér. Pupillája függőleges elhelyezkedésű, írisze aranyos, vagy ezüstös színű. Mellső lábain nincs úszóhártya, hátsó lábfejein teljesen kifejlett úszóhártya található. Ujjainak végén nincsenek korongok. Lábfejeinek alsó felén fekete szélű metatarzális gumó helyezkedik el, ez az ásó alakú kinövés segíti az ásásban. A legtöbb Ausztráliában élő békafajtól eltérően, a hímek hanghólyagja nem egyetlen kerek alakú hólyaggá fúvódik fel, hanem felfújt állapotban szinte kettéosztódik.

## Életmódja
A párzás heves esőzések után, késő nyártól őszig tart. Petéit laza csomókban rakja le időszakos pocsolyák, mocsarak, duzzasztott vizek felületére. Az ebihalak hossza elérheti a 7 cm-t, színük fakó arany. Teljes kifejlődésük körülbelül egy hónapig tart.

## Természetvédelmi helyzete
A vörös lista a nem fenyegetett fajok között tartja nyilván. Elterjedési területén, Nyugat-Ausztráliában számos védett terület található.